# الحزب الوطني "معا"
الحزب الوطني "معًا" (بالفرنسية: Parti National Ensemble)‏ هو حزب سياسي في بنين بقيادة ألبرت تيفودجري. تم تشكيل الحزب بعد انقسام في قضيتنا المشتركة.
تم الاعتراف بالحزب قانونيًا في 11 أغسطس 1998.
يقيم الحزب علاقات مع الجماعات الديمقراطية المسيحية والمحافظة في الخارج. في عام 2002، تلقى منحة من مؤسسة كونراد أديناور (المرتبطة بالاتحاد الديمقراطي المسيحي الألماني) لتنظيم معسكر للشباب.